# Caspar von Schönberg (Offizier)
Caspar von Schönberg, in Frankreich Gaspard de Schomberg oder Gaspard comte de Nanteuil-le-Haudouin, (* 1540 in Oberschöna; † 17. März 1599 in Paris) war ein französischer Offizier aus dem sächsischen Adelsgeschlecht Schönberg.

## Herkunft
Sein Vater war Wolf von Schönberg auf Schönau, Kriegs- und Amtshauptmann zu Rochlitz, unter Kurfürst Moritz Feldmarschall in der Schlacht bei Sievershausen, seine Mutter Anna von Minckwitz aus dem Hause Dohna. Seine Brüder hießen Georg, Moritz und Hans Wolf von Schönberg, seine Schwester Anna heiratete Rudolf von Gersdorff auf Guteborn, er hatte noch eine weitere Schwester namens Margareta.

## Leben
Er besuchte 1560 die Akademie des Johannes Sturm in Straßburg und focht zahlreiche Duelle aus. 1561 ging er nach Angers, wo er am 5. Mai 1562 die Verteidigung der Stadt leitete. Danach floh er nach Orleans zu Condé. Im Juli des gleichen Jahres führte er eine französische Gesandtschaft nach Zweibrücken und Kassel. Kurfürst August von Sachsen bewilligte seinen Eintritt in den Dienst der französischen Krone. Dem Türkenzug von 1566 mit Henri Guise folgte eine lebenslange Freundschaft. Nach seiner Rückkehr nach Frankreich wurde er zum Kammerherrn Karl IX. ernannt.
1568 befehligte er 1000 Reiter und kämpfte gegen seinen eigenen Verwandten Dietz von Schönberg, der auf der Seite der Hugenotten stand. Im Dezember 1568 überredete er Oranien zum Abzug. Nachdem er 1569 den Sieg bei Moncontour mit erkämpft hatte, wurde er zum Colonel des Bandes noires ernannt. 1570 wurde er als Franzose naturalisiert (wann er zum Katholizismus übertrat, ist nicht bekannt). Eine Gesandtschaft nach Sachsen, die er leitete, wurde freundlich aufgenommen, doch in Mainz traf ihn und sein glänzendes Gefolge 1571 der Spott des Landgrafen Wilhelm, der mit den Hugenotten sympathisierte.
Während der Bartholomäusnacht weilte er als Gesandter in Deutschland. Der französische König schickte einen Eilboten an ihn, er möge die aufgebrachten protestantischen Fürsten beschwichtigen. Tatsächlich gelang ihm die Versöhnung mit Hessen (er habe „Wilhelm die fleurs de lys ins Herz gegraben“). Doch Kurfürst August weigerte sich, ihn zu empfangen – er sei müde. Schadenfroh meldete der Hugenotte Hubert Languet aus Dresden, der Kurfürst wolle Schönberg köpfen lassen. Der verbarg sich auf den Familiengütern und kehrte im gleichen Jahr nach Paris zurück.
Er kaufte ein Haus in Paris und berief seinen Bruder Georg aus Meißen zu sich, der aber bereits 1578 im Duell der Mignons getötet wurde.
1573 setzte er sich als Gesandter in Deutschland für die Wahl des Prinzen von Anjou zum polnischen König ein und überzeugte sowohl den misstrauischen Johann Casimir von der Pfalz als auch Wilhelm von Hessen, nur Sachsen ließ sich nicht beschwatzen. Hier agitierte nämlich Hubert Languet für seinen Kandidaten, den Erzherzog Ernst. Die polnische Königin-Witwe Sophia schenkte Schönberg eine Prämie von 1.000 Talern. Der entsandte seinen Bruder Hans Wolf nach Dänemark, um den Durchgang von 4.000 Hakenschützen aus Frankreich nach Polen genehmigen zu lassen. Er bewirkte, dass die verzweifelten Hugenotten in diesem Jahr keine Hilfe aus den protestantischen Ländern Deutschlands erhielten.
Im Dezember begleitete er seinen Kandidaten Anjou als Reisemarschall nach Polen. In Heidelberg musste er sich mahnende Worte des Pfalzgrafen anhören, der ihm ein Bild des ermordeten Hugenotten Coligny vorhielt.
Als Anjou (Henri III.) König von Frankreich wurde, stieg Schomberg in den Staatsrat auf. 1578 wurde er zum Comte de Nanteuil ernannt.
Im April 1585 schickte Henri III. Schomberg nach Deutschland um Hilfe, aber er wurde auf Anstiften von François de Bassompierre verhaftet. Als Werber um Soldaten für das katholische Heer sprach Schomberg danach bei Joachim Ernst von Anhalt vor, der ihn jedoch nicht anhörte und Henri III. schrieb, er solle seinen Untertanen Frieden gönnen.
Am 15. April 1586 schrieb Kurfürst Christian I. an Caspar von Schönberg in Frankreich: er wolle seinen Bruder Hans Wolf, der in französischen Diensten stehe und eine Anzahl von Reitern für die französische Krone angeworben habe, selbst in Dienst nehmen und zum Hofmarschall ernennen; Caspar solle das dem König vortragen und die Demission erwirken, was auch erfolgte.
Nach der Ermordung Henri III. (2. August 1589) wurden Schombergs Söhne von der katholischen Liga gefangen genommen. Henri floh, Annibal wurde von Charles II. de Lorraine, duc de Mayenne befreit. Schomberg ging nach Sachsen, er sollte die Führung des deutschen Hilfszuges gegen die Liga übernehmen. Doch Kurfürst Christian, durch seinen Kanzler Nikolaus Krell beeinflusst, traute Schombergs Sinneswandel nicht recht. Im Gegenzug verbreitete Schomberg, Krell sei von den Spaniern bestochen.
Schomberg hatte in Deutschland 700 Reiter zur Hilfe für Henri IV. angeworben, die er im April 1591 über Basel in die Bourgogne führte. Doch mit Kurfürst Christians Tod und Krells Verhaftung endete das sächsische Engagement für die Hugenotten.
Schombergs Überredungskunst war der Übertritt Henri IV. zum katholischen Glauben mit zu verdanken. Auch das Toleranzedikt von Nantes half er vorzubereiten.

## Familie
Anfang 1572 heiratete er die Witwe Jeanne de Chastaigner, mit der er fünf Kinder hatte: Catherine (verheiratet mit Louis de Barbançon), Henri, den späteren Marschall von Frankreich, Marguerite, Françoise (verheiratet mit François, Graf von Lude) und Annibal.